# Contea di Sheridan (Kansas)
La contea di Sheridan in inglese Sheridan County è una contea dello Stato del Kansas, negli Stati Uniti. La popolazione al censimento del 2000 era di 2 813 abitanti. Il capoluogo di contea è Hoxie.